# Saint-Victor-la-Rivière

Saint-Victor-la-Rivière este o comună în departamentul Puy-de-Dôme, Franța. În 1 ianuarie 2022 avea o populație de 242 de locuitori.